# Sampolymer
En sampolymer är en polymer vars kedja är uppbyggd av två eller flera sorters monomerer. Nästan alla biologiska polymerer är sampolymerer.  
Två vanliga exempel på syntetiska sampolymer är ABS-plast och SBR (en elastomer). Sampolymerisation är ett bra sätt att modifiera ett polymert material eftersom modifieringen är bunden i materialet med kovalenta bindningar och då inte kan läcka ut till omgivningen på samma sätt som additiv. Olika polymera material kan också vara mer eller mindre lösliga i varandra.

## Struktur

Olika typer av sampolymerisation.

En sampolymer kan vara strukturellt uppbyggd på olika sätt. 
En homopolymer är inte en sampolymer utan består av endast en sorts monomer. (Se bild 1)
I en alternerande sampolymer förekommer varje monomer varannan gång på kedjan. (Se bild 2)
I en statistisk (ibland även slumpvis) sampolymer är monomererna slumpvist fördelade i polymerkedjan. (Se bild 3)
I en blocksampolymer är längre kedjor av endast en monomer sammansatta med längre kedjor av en annan. (Se bild 4)
En ympsampolymer är en sorts blocksampolymer där homopolymerkedjor av en sort förekommer som förgreningar på en homopolymerkedja av en annan sort. (Se bild 5)